# Shop-Script
Shop-Script — популярная в Рунете коммерческая CMS с открытым исходным кодом, предназначенная для создания интернет-магазина. Написана на языке программирования PHP с использованием фреймворка Webasyst. Shop-Script поддерживает подключение плагинов и интеграцию с другими приложениями, написанными на базе Webasyst. При разработке приложения использован шаблон проектирования MVC. Разрабатывается и поддерживается российской компанией «Артикус».
Известность широкой публике этой CMS принёс скандал в 2011 году, связанный с индексированием поисковой системой «Яндекс» ссылок, ведущих на страницы с конфиденциальной информацией о покупателях интернет-магазинов, созданных на этой платформе. Причиной такого нежелательного поведения оказалась возможность индексации ссылок на страницу с информацией о заказе сервисом «Яндекс.Метрика», установленным в интернет-магазинах. Впоследствии компания-разработчик выпустила обновление, устраняющее возможность индексации таких ссылок.

## Системные требования
Веб-сервер: Apache + mod_php либо nginx/lighttpd + FastCGI. IIS номинально поддерживается, но разработчиком не рекомендуется. Стандартной конфигурацией для работы Shop-Script является сочетание Apache + mod_php. На сайте фреймворка также доступен пример конфигурации для веб-сервера nginx.
PHP: Версия 7.4.24 или выше.
Обязательные расширения PHP: mbstring, iconv, JSON, cURL, Imagick или GD, dom/xml, Zlib. Для корректной работы отдельных плагинов к Shop-Script могут потребоваться также другие расширения PHP.
MySQL: Версия 4.1 или выше.

## История
Первая коммерческая версия приложения была создана в 2002 г. Владимиром Тупоршиным-младшим. В это время у продукта ещё не было теперешнего названия Shop-Script.
2002 г. — версия 1.0. У приложения появилось окончательное название, и его продажи стали выполняться от имени компании «Артикус».
2003 г. — версия 2.0, позднее переименованная в Shop-Script PRO.
2004 г. — Shop-Script FREE, бесплатная версия, призванная стимулировать продажи платных версий продукта.
2005 г. — Shop-Script PREMIUM. Параллельно также была доступна версия Shop-Script PRO, отличавшаяся урезанной функциональностью и более низкой ценой.
2008 г. — версия WebAsyst Shop-Script; скрипт интернет-магазина стал частью семейства приложений WebAsyst, работающих на единой программной платформе и интегрированных между собой в единой административной панели.
2013 г. — Shop-Script 5, полностью переписанный на основе PHP-фреймворка Webasyst. Последующие релизы приложения представляют собой различные улучшения этой версии. Позже в этом же году открыт GitHub-репозиторий для разработчиков плагинов и тем дизайна.
2015 г. — Shop-Script 6.
2016 г. — Shop-Script 7.
2018 г. — Shop-Script 8.
2022 г. — Shop-Script 9.
2023 г. — Shop-Script 10.

### История основных нововведений в версии Shop-Script 8
| Версия | Дата выпуска    | Основные нововведения |
| ------ | --------------- | --- |
| 8.0    | 21 ноября 2018  | - Оформление заказа на одной странице. - Настройка режима работы магазина. |
| 8.1    | 17 декабря 2018 | - Упрощённый выбор способов доставки без выбора типа доставки. - Онлайн-карта выбора пунктов самовывоза при одностраничном оформлении заказа. |
| 8.2    | 31 января 2019  | - Быстрая смена выбранного артикула товара в корзине на странице оформления заказа. - Уведомление для покупателя в случаях, когда товар стал недоступен для покупки во время оформления заказа.                                                                                     |
| 8.3    | 26 февраля 2019 | - Поддержка сервиса «Google Карты» для отображения онлайн-карты выбора пункта самовывоза заказа. - Передача данных о заказах в сервис Google Analytics. |
| 8.4    | 15 апреля 2019  | - Округление стоимости доставки и итогового размера скидки. - Создание купона на скидку для любой выбранной группы товаров. - Создание покупателей типа «Компания». - Идентификация товаров и артикулов по числовому ID и по идентификатору «1С» при импорте из CSV-файла.          |
| 8.4.8  | 29 августа 2019 | - Прикрепление фотографий к отзывам о товарах. - Автоматическое заполнение названия населённого пункта для отдельных регионов во время оформления заказа. |
| 8.5    | 1 октября 2019  | - Раздел «Маркетинг» для управления маркетинговыми акциями и инструментами. |
| 8.6    | 13 ноября 2019  | - Двухстадийная оплата заказа. - Частичный возврат заказов. |
| 8.7    | 17 декабря 2019 | - Проведение маркетинговых акций без использования рекламного баннера. - Участие в промоакции отдельных выбранных артикулов товара. |
| 8.8    | 30 января 2020  | - Синхронизация товаров в корзине авторизованного покупателя, открытой в браузерах на разных устройствах. - Настройка прав доступа пользователей к отдельным действиям с заказами.                                                                                                  |
| 8.9    | 19 марта 2020   | - Поддержка товарных кодов, в том числе для маркировки товаров. - Заполнение любых характеристик в свойствах артикулов товаров. |
| 8.10   | 28 апреля 2020  | - Частичное списание суммы заказа при использовании двухстадийной оплаты. - Поиск заказов по товарным кодам. - Изменение количества товаров на странице при использовании постраничной навигации по спискам товаров на витрине.                                                     |
| 8.11   | 10 июня 2020    | - Собственные URL для каждого артикула товара. - Настройки распределения скидки в заказе для фискализации чеков. |
| 8.12   | 13 июля 2020    | - Поиск покупателей с неоплаченными заказами. - Заполнение в свойствах товаров характеристик типа «Дата». |
| 8.13   | 11 августа 2020 | - Создание личного кабинета покупателя в панели администратора магазина. - Сброс и отправка пароля зарегистрированного покупателя на его email-адрес. |
| 8.14   | 19 октября 2020 | - Новый редактор товара. - Ввод, редактирование и удаление купона на скидку при создании или редактировании заказа. |
| 8.15   | 19 ноября 2020  | - Раздел «Изображения и видео» в новом редакторе товара. - Поддержка привязки ко времени для видеороликов с YouTube. |
| 8.16   | 24 декабря 2020 | - Отправка уведомлений о заказах в сторонние сервисы с использованием HTTP-запросов. - Поиск товаров по их числовым ID в панели администратора. |
| 8.17   | 11 февраля 2021 | - Разделы «SEO» и «Рекомендуемые товары» в новом редакторе товара. - Автоматическое генерирование артикулов и модификаций товаров из значений характеристик в новом редакторе товара.                                                                                               |
| 8.18   | 8 апреля 2021   | - Разделы «Услуги», «Отзывы» и «Подстраницы» в новом редакторе товара. - Поиск купонов на скидку в панели администратора. |
| 8.19   | 24 мая 2021     | - Создание новых товаров в новом редакторе товара. - Вкладка «Отчёты → Цены, наличие, публикация» в новом редакторе товара. - Поддержка столбца «Тип строки» при импорте товаров из CSV-файлов.                                                                                     |
| 8.20   | 19 июля 2021    | - Запоминание версии редактора товара при переходе к редактированию товаров. - Сохранение URL страницы с информацией о промоакции для купонов на скидку для экспорта в маркетплейсы. - Настройка для выбора имени отправителя при выполнении действия с заказом «Написать клиенту». |
| 8.21   | 1 сентября 2021 | - Точность цен товаров увеличена до 4 знаков после запятой. - Поддержка 2 режимов сравнения товаров на витрине. - 2 режима экспорта строк с информацией о товарах в CSV-файл. - Импорт и экспорт настройки видимости на витрине для модификаций товаров в CSV-файл.                 |

### История основных нововведений в версии Shop-Script 9
| Версия | Дата выпуска    | Основные нововведения |
| ------ | --------------- | --- |
| 9.0.0  | 15 февраля 2022 | - Поддержка дробного количества и настраиваемых единиц измерения количества товаров. |
| 9.1.0  | 7 апреля 2022   | - Настройка для округления бонусов до целых значений в настройках партнёрской программы. |
| 9.2.0  | 14 июня 2022    | - Возможность добавлять в свойства товаров видеоролики с сервиса Rutube. - Поддержка изображений товаров в формате WebP. - Экспорт и импорт информации о динамических категориях товаров с использованием CSV-файлов. |
| 9.3.0  | 5 октября 2022  | - Полностью обновлённый раздел «Товары». |
| 9.4.0  | 17 ноября 2022  | - Поддержка массовых действий в обновлённом разделе «Товары». |

### История основных нововведений в версии Shop-Script 10
| Версия | Дата выпуска    | Основные нововведения |
| ------ | --------------- | --- |
| 10.0.0 | 29 мая 2023     | - Поддержка нового режима интерфейса пользователя. - Возможность создания заказов без товаров и без информации о покупателе. - Формирование ссылок на оплату для заказов покупателей. - Полная поддержка возможностей нового мобильного приложения. |
| 10.1.0 | 27 декабря 2023 | - Боковая панель навигации по категориям, спискам и типам товаров. |
| 10.2.0 | 28 мая 2024     | - Раздел «Склад» для управления складскими остатками товаров. - Режим сборки заказа. - Поддержка плагинов печатных форм для расширения функциональности работы с трансферами. - Поддержка режима одного приложения.                                 |

### История основных нововведений в версии Shop-Script 11
| Версия | Дата выпуска     | Основные нововведения |
| ------ | ---------------- | --- |
| 11.0.0 | 24 сентября 2024 | - Функции для работы с мобильными платёжными терминалами. - Централизованный контроль фискализации платежей. - Поддержка видеороликов «VK Видео» и Rutube Shorts в свойствах товаров. |

## Функциональность
Дистрибутив Shop-Script содержит базовую функциональность для управления интернет-магазином, которая может быть расширена путём установки плагинов и интегрированных веб-приложений. Функциональность витрины интернет-магазина может также быть расширена за счёт установки альтернативных тем дизайна.
На официальных сайтах разработчика приведена следующая информация о функциональности Shop-Script:

### Каталог товаров
- Группировка товаров по категориям
- Импорт товаров из различных источников
- Возможность добавления произвольных характеристик и тегов к товарам
- Настраиваемые автоматические рекомендации товаров
- Фильтрация товаров по характеристикам
- Виджеты для продажи товаров на сторонних сайтах
- Продажа электронных товаров
- Облако тегов
- Расширенный складской учёт по отдельным артикулам товаров
- Функция сравнения товаров
- Отзывы о товарах с возможностью прикрепления фотографий
- Возможность указывать цены товаров в разных валютах
- Маркировка товаров, в том числе для поддержки системы «Честный знак»
- Продажа дробного количества товаров
- Возможность настройки разных единиц измерения количества товаров

### Витрина
- Поддержка тем дизайна
- Адаптированный режим отображения витрины для мобильных устройств
- Интеграция с CDN-провайдерами

### Оформление заказа
- Настраиваемые SMS- и email-уведомления о заказах
- Авторизация покупателей через социальные сети, по email-адресу, по номеру телефона
- Вход в личный кабинет с постоянным паролем или по одноразовому коду
- Настраиваемый расчет скидок
- Настраиваемый порядок шагов оформления заказа
- Оформление заказа на одной странице

### Способы оплаты заказа
- Офлайн-платежи через мобильные платёжные терминалы
- Наличными
- По счёту для юр. лиц
- По квитанции для физ. лиц
- Яндекс. Деньги
- QIWI
- PayPal
- WebMoney
- Робокасса
- Тинькофф Банк
- ASSIST
- Интеркасса
- PayOnline
- Authorize.Net
- Сбербанк
- Payture
- Банк «Авангард»
- Банк «Открытие»
- Onpay.ru
- АльфаБанк
- Казкоммерцбанк
- PayTabs
- Промсвязьбанк
- Газпромбанк

### Интеграция со службами доставки
- Почта России
- СДЭК
- Shop-Logistics
- IML
- Boxberry
- Аксиомус
- DPD
- PickPoint
- СПСР
- Нова Пошта
- УкрПошта
- B2CPL
- Экспресс-Авто
- Яндекс.Доставка

### Отчёты
- ROI
- LTV
- CAC
- ARPU
- Прибыль
- Средний чек
- Когортный анализ
- Воронка оформления заказа
- Что выгодно продавать, а что нет
- Затраты на маркетинг

### Переводы
По умолчанию доступны 2 языковых локали:
- Русская (ru_RU)
- Английская (en_US)

Возможно добавление других локалей путём создания и загрузки дополнительных конфигурационных и языковых файлов.

### SEO
- Несколько видов ЧПУ
- Микроразметка Schema.org
- Встроенный редактор содержимого robots.txt и интерфейс для загрузки favicon
- Автоматическая генерация Sitemap-файла
- Тег canonical
- Заполнение значений META-тегов description и keywords и тегов TITLE

### Управление
- Управление несколькими онлайн-витринами из одной административной панели
- Доступность для редактирования исходного кода всех файлов дизайна витрины
- Функция А/Б-тестирования
- Настраиваемый процесс обработки заказа администратором
- Возможность разработки и подключения плагинов, в том числе для интеграции со сторонними платформами и сервисами
- Встроенная интеграция с дополнительными веб-приложениями для управления клиентами (CRM), публикации блога, форума, справочного раздела, организации службы поддержки, выполнения email-рассылок, хранения файлов и др.
- Мобильное приложение для смартфонов и планшетов
- Настраиваемые налоговые правила
- Поддержка требований закона 54-ФЗ «О применении ККТ»
- Управление маркетинговыми акциями и специальными предложениями
- Push-уведомления о новых заказах

### Плагины
Более 1000 доступных плагинов, добавляющие в интернет-магазин, среди прочих, следующие возможности:
- Дополнительные способы доставки и оплаты
- Интеграция с «Яндекс.Маркетом», Google Merchant Center, Facebook, Avito
- Интеграция с «1С:Предприятие», «МойСклад», «Бизнес.ру»
- Наложение водяных знаков на фотографии товаров
- Реферальная программа
- Расширенная поисковая оптимизация
- Расчёт стоимости доставки курьером и международной доставки
- Различные печатные формы документов к заказам
- Группировка товаров по брендам
- Анализ брошенных покупательских корзин и заполненности информации о товарах
- Импорт данных из других платформ электронной коммерции
- Настройка 301-х редиректов
- Подключение сервисов онлайн-консультанта
- Формирование прайс-листов

## Критика
Авторы обзоров CMS отмечают следующие недостатки Shop-Script:
- Сложная система навигации в разделе администрирования[12][13]
- Небольшое количество бесплатных шаблонов дизайна и высокая цена платных[13]
- Мало возможностей изменения дизайна без редактирования программного кода[13]